# Ali Asadov
Ali Hidayat oglu Asadov (n. 30 noiembrie 1956, Bakı, Republica Sovietică Socialistă Azerbaidjană) este un politician azer care ocupă în prezent funcția de prim-ministru al Azerbaidjanului în urma numirii sale la 8 octombrie 2019 de către președintele Ilham Aliyev.

## Viața timpurie
Ali Asadov s-a născut la 30 noiembrie 1956 la Baku. În 1974 a absolvit școala secundară nr.134 din Baku și a intrat la Universitatea Rusă de Economie Plehanov din Moscova unde a absolvit în 1978. A servit în armata sovietică din 1978 până în 1980.
În 1980, a început să lucreze ca asistent șef de laborator la Institutul de Economie al Academiei de Științe din RSS Azerbaidjan. Asadov și-a continuat educația la Institutul de Economie al Academiei de Științe a URSS din Moscova între 1981 și 1984, unde a obținut diploma postuniversitară în economie.
În 1989-1995, Ali Asadov a lucrat ca profesor asociat și șef al departamentului la Institutul de Management Social și Științe Politice din Baku.

## Cariera
La primele alegeri parlamentare din Azerbaidjan, desfășurate la 12 noiembrie 1995, Ali Asadov a fost ales deputat prin reprezentare proporțională pentru perioada 1995-2000, reprezentând Partidul Noul Azerbaidjan.
La 17 aprilie 1998, a fost numit asistent al președintelui azer pentru afaceri economice. Conform decretului președintelui Ilham Aliyev din 30 noiembrie 2012, Asadov a fost numit șef adjunct al administrației prezidențiale și în 2017 asistent al președintelui Azerbaidjanului pentru afaceri economice. Asadov a fost considerat un apropiat aliat al președintelui Aliyev. În octombrie 2019, după demisia lui Novruz Mammadov, a fost ales prim-ministru printr-un vot de 105 la 0.